# Jan van de Ven
Jan van de Ven (Venlo, 18 september 1925 – aldaar, 29 oktober 2013) was van 1976 tot 1981 Tweede Kamerlid voor de VVD.
Hij had ervaring in de vervoerssector opgedaan als directeur van een expeditie- en transportbedrijf en was eigenaar steenkolenhandel en later van een garagebedrijf. Hij zat lang in de gemeenteraad in Venlo. In 1972 werd hij in de Tweede Kamer verkozen maar hij bedankte op doktersavies. Twee jaar later nam hij alsnog plaats.
- Biografisch Portaal: 82683687
- Parlement.com: vg09llip7gvt